# Khalid Kadyrov
Bản mẫu:Eastern Slavic name
Khalid Khozh-Baudiyevich Kadyrov (tiếng Chechen: Къадири Хьалид, tiếng Nga: Халид Хож-Баудиевич Кадыров; sinh ngày 19 tháng 4 năm 1994) là một cầu thủ bóng đá người Nga hiện tại thi đấu ở vị trí tiền vệ chạy cánh trái cho đội bóng tại Giải bóng đá ngoại hạng Nga FC Akhmat Grozny.

## Sự nghiệp
Kadyrov ra mắt chuyên nghiệp cho FC Terek Grozny vào ngày 13 tháng 7 năm 2010 trong trận đấu tại Cúp quốc gia Nga trước FC Luch-Energiya Vladivostok.
Anh ra mắt tại Giải bóng đá ngoại hạng Nga ra mắt cho FC Terek Grozny vào ngày 6 tháng 5 năm 2012 trong trận đấu với FC Amkar Perm.

## Thống kê sự nghiệp

### Câu lạc bộ
Tính đến 13 tháng 5 năm 2018
| Câu lạc bộ       | Mùa giải  | Giải vô địch                | Giải vô địch | Giải vô địch | Cúp     | Cúp       | Châu lục | Châu lục  | Tổng cộng | Tổng cộng |
| Câu lạc bộ       | Mùa giải  | Hạng đấu                    | Số trận      | Bàn thắng    | Số trận | Bàn thắng | Số trận  | Bàn thắng | Số trận   | Bàn thắng |
| ---------------- | --------- | --------------------------- | ------------ | ------------ | ------- | --------- | -------- | --------- | --------- | --------- |
| FC Akhmat Grozny | 2010      | Giải bóng đá ngoại hạng Nga | 0            | 0            | 1       | 0         | –        | –         | 1         | 0         |
| FC Akhmat Grozny | 2011–12   | Giải bóng đá ngoại hạng Nga | 1            | 0            | 0       | 0         | –        | –         | 1         | 0         |
| FC Akhmat Grozny | 2012–13   | Giải bóng đá ngoại hạng Nga | 0            | 0            | 0       | 0         | –        | –         | 0         | 0         |
| FC Akhmat Grozny | 2013–14   | Giải bóng đá ngoại hạng Nga | 2            | 0            | 0       | 0         | –        | –         | 2         | 0         |
| FC Akhmat Grozny | 2014–15   | Giải bóng đá ngoại hạng Nga | 5            | 0            | 0       | 0         | –        | –         | 5         | 0         |
| FC Akhmat Grozny | 2015–16   | Giải bóng đá ngoại hạng Nga | 4            | 0            | 1       | 1         | –        | –         | 5         | 1         |
| FC Akhmat Grozny | 2016–17   | Giải bóng đá ngoại hạng Nga | 0            | 0            | 0       | 0         | –        | –         | 0         | 0         |
| FC Akhmat Grozny | 2017–18   | Giải bóng đá ngoại hạng Nga | 2            | 0            | 0       | 0         | –        | –         | 2         | 0         |
| FC Akhmat Grozny | Tổng cộng | Tổng cộng                   | 14           | 0            | 2       | 1         | 0        | 0         | 16        | 1         |

## Đời sống cá nhân
Kadyrov là cháu trai của chính trị gia Chechen Ramzan Kadyrov.